# Памятник Екатерине II (Вильна)
Памятник Екатерине II — несохранившийся памятник императрице Екатерине Великой в Вильнюсе работы Марка Антокольского.
Идея сооружения памятника появилась в связи со столетней годовщиной присоединения Северо-Западного края к Российской империи в результате разделов Речи Посполитой. Был учреждён специальный комитет, в который был приглашён уроженец Вильны, знаменитый скульптор Антокольский, который в 1900 году согласился взяться за исполнения памятника. Ещё до своей смерти в 1902 году Антокольский успел изготовить памятник и бронзовые украшения, которые были высочайше одобрены. Весной 1903 года памятник был доставлен в Вильну.
Памятник был очень изящен и являлся одним из лучших произведений талантливого скульптора. Стоящая Императрица смотрела на восток, в левой протянутой руке у неё была держава, а в правой — скипетр. Высота фигуры с подножкой составляла около 3 м, а высота всего памятника — 8 м. Вес статуи составлял 22 т, включая пьедестал — 33 т. На передней стороне пьедестала было высечено золотыми буквами «Императрица Екатерина Вторая», на противоположной стороне был высечен известный девиз «Отторгнутое возвратихъ».
Монумент был установлен на Кафедральной площади, после того, как на средства местного купца А. М. Пимонова были проведены дорогостоящие работы по стабилизации фундамента. Торжественное открытие памятника состоялось 10 сентября 1904 года. На торжествах по случаю открытия монумента собрались все видные люди Северо-Западного края, присутствовал также великий князь Михаил Александрович, младший брат Николая II. В связи с установлением памятника было также проведено общее облагораживание ранее запущенной площади, был разбит сквер.
Памятнику было не суждено простоять долго: в 1915 году, при приближении немецких войск, он был демонтирован и эвакуирован вглубь России. Его следы затерялись во время Гражданской войны.